# Malé Borové
Malé Borové és un poble i municipi d'Eslovàquia que es troba a la regió de Žilina, al centre-nord del país.

## Història
La primera menció escrita de la vila es remunta al 1550.

## Demografia
| Godina             | 1994 | 2004    | 2014    | 2024    |
| ------------------ | ---- | ------- | ------- | ------- |
| Nombre de persones | 266  | 206     | 139     | 111     |
| Diferència         |      | −22,55% | −32,52% | −20,14% |

| Godina             | 2023 | 2024   |
| ------------------ | ---- | ------ |
| Nombre de persones | 115  | 111    |
| Diferència         |      | −3,47% |